# Loi affine
Une loi affine est une loi physique ou mathématique reliant deux grandeurs x et y sous la forme d'une fonction affine :
y = ƒ(x)
avec
ƒ(x)  =ax + b
les coefficients a (pente) et b (ordonnée à l'origine) étant des constantes.
Lorsque l'ordonnée à l'origine b est nulle,
ƒ(x)  =ax
on parle de loi linéaire ou loi proportionnelle.

## Importance des lois affines
Considérons deux phénomènes dont l'intensité varie ; notons x l'intensité de l'un, et y l'intensité de l'autre. Si x et y varient en même temps, on peut estimer que les grandeurs sont reliées, leurs variations sont dites corrélées ; il est alors tentant de vouloir relier par une loi de type
y = ƒ(x)
La loi la plus simple pour décrire une variation corrélée est la loi affine : on estime que les variations des intensités sont proportionnelles, voire que les intensités sont proportionnelles (loi linéaire).
Quatre cas peuvent se présenter :
- en mathématiques,
  - on démontre que deux grandeurs sont reliées par une loi affine ou linéaire ; il s'agit d'une loi exacte ;
 par exemple, le périmètre p d'un cercle est proportionnel à son rayon r : p = 2πr ;
  - la loi reliant les deux grandeurs est plus complexe, mais en première approximation, on peut se ramener à une loi affine, typiquement en effectuant un développement limité à l'ordre 1 ; cela permet dans certains cas de tirer des conclusions intéressantes de manière simple, voir Comparaison asymptotique ;
- en sciences expérimentales :
  - la théorie développée montre que deux grandeurs sont reliées par une loi affine ou linéaire ;
par exemple, pour un mouvement rectiligne uniforme sur l'axe des abscisses, la position x varie de manière affine par rapport au temps t : x = x0 + vt ;
les observations ou l'expérimentation permettent de valider ou d'invalider cette loi ;
  - la théorie donne une loi complexe, mais qui, comme en mathématiques, peut être considérée en première approximation comme affine ;
par exemple, la loi de Hooke est une loi linéaire pour de petites déformations ; en grandes déformations, elle devient dissymétrique ;
  - la théorie donne une loi dite « de puissance », de type y = a⋅xα ; tracée dans un diagramme log-log, on obtient une loi linéaire, ln(y) = ln(a) + α⋅ln(x) ;
voir par exemple le pH en chimie, ou la notion de décibel pour les filtres en électronique ;
de manière globale, la transformation d'une des variables peut permettre de se ramener à une étude linéaire ;
  - on ne dispose pas d'une théorie donnant une loi ; la loi affine est la première loi qui est testée.

La grande différence entre les lois mathématiques et les lois des sciences expérimentales est l'erreur de mesure. La détermination expérimentale des coefficients se fait par régression linéaire ; la vérification de la pertinence de la loi (est-il légitime d'utiliser une loi affine) se fait en calculant le coefficient de corrélation linéaire.
Les lois affines sont également d'une importance capitale pour l'interpolation ou l'extrapolation. En effet, lorsque l'on ne connaît pas la loi qui relie deux grandeurs et que l'on dispose de peu de points, le « plus raisonnable » est de supposer que la loi est localement affine. L'erreur que l'on commet est alors modérée du moment que la loi réelle est monotone dans la zone considérée, et ce d'autant plus que la courbure de la loi est faible — soit en première approximation que |ƒ| est faible.
Notons que la notion de linéarité de la loi dépend du point de vue. Par exemple, en électricité, la loi reliant l'intensité du courant à la tension aux bornes d'un dipôle passif
I = U/R
est linéaire en U, le coefficient de proportionnalité étant 1/R ; mais c'est une loi inverse en R.

## Exemples de loi affines

### Lois linéaires en géométrie
Calcul du périmètre p d'un polygone équilatéral :
- triangle équilatéral de côté a : p = 3a ;
- carré de côté a : p = 4a ;
- polygone régulier (et de manière plus générale équilatéral) à n côtés de longueur a : p = na.

Calcul de la longueur développée L d'un arc de cercle de rayon r et d'angle θ (en radians) :
- L = θr ;
- périmètre du cercle : P = L(2π) = 2πr.

### Lois affines en mécanique
Amplitude d'un mouvement dans un référentiel galiléen :
- mouvement rectiligne uniforme (accélération nulle) selon l'axe des abscisses : relation entre la position x et l'instant t (vitesse instantanée constante v) 
x = x0 + vt ;
- mouvement de rotation uniforme (accélération angulaire nulle) autour d'un axe fixe : relation entre l'orientation θ et l'instant t (vitesse angulaire constante ω) 
θ = θ0 + ωt ;
- roulement sans glissement : relation entre la vitesse instantanée v du véhicule et la vitesse angulaire instantanée ω de la roue de rayon r
v = rω.

Déformation élastique :
- loi des ressorts idéale pour la traction ou la compression, reliant la force exercée à l'allongement Δx, pour un ressort de raideur k
F = kΔx
- loi des ressorts de traction pour des petites déformations
F = F0 + kΔx
- loi de Hooke reliant l'allongement relatif ε à la contrainte (force par unité de surface) σ d'un matériau de module de Young E (raideur)
σ = Eε

### Lois linéaires en électricité
- loi d'Ohm

### Lois linéaires en thermodynamique
- relation entre la chaleur dQ absorbée par un système de masse m et de capacité calorifique à pression constante Cp, en fonction de la variation de température dT
dQ = mCpdT
- loi de Charles
- loi de Gay-Lussac

## Quelle est la loi affine la mieux adaptée?
Outre le fait qu'elle « représente » bien le comportement de certains systèmes, la loi affine est une loi simple à manipuler. Elle est en particulier facile à inverser. Lorsque l'on mène des calculs complexes, il peut être intéressant de remplacer une fonction par une fonction affine afin d'arriver plus rapidement et plus sûrement à un résultat. Ce résultat pourra ensuite être pris tel quel, ou bien servir de base à un calcul plus précis.
Lorsque la loi « réelle » ƒ n'est manifestement pas affine se pose alors la question : quelle loi affine ƒa utiliser à la place de la loi réelle ?
La réponse à cette question dépend du contexte du calcul et du résultat attendu.
Si l'on travaille sur toute une plage [x1 ; x2], alors la fonction affine adaptée sera probablement la régression linéaire de la loi réelle sur cet intervalle. Ainsi, on minimise l'écart quadratique entre le point réel y = ƒ(x) et le point approché ya = ƒa(x) (ou bien xa = ƒa-1(y)).
Si l'on a un « point de fonctionnement » (x0, ƒ(x0)), on aura intérêt à travailler avec la tangente à la courbe en ce point : cela permet de minimiser l'écart absolu entre le point réel et le point approché. Donc, ƒa sera le développement limité du premier ordre de ƒ en x0.
Si par contre le calcul consiste à arriver jusqu'au point de fonctionnement en partant d'un point de départ xd donné (typiquement xd = 0), on aura intérêt à prendre la corde reliant (xd, ƒ(xd)) à (x0, ƒ(x0)). Ainsi, on est sûr que les calculs sont proches de la réalité aux alentours des points de départ et d'arrivée.